# Orlyval

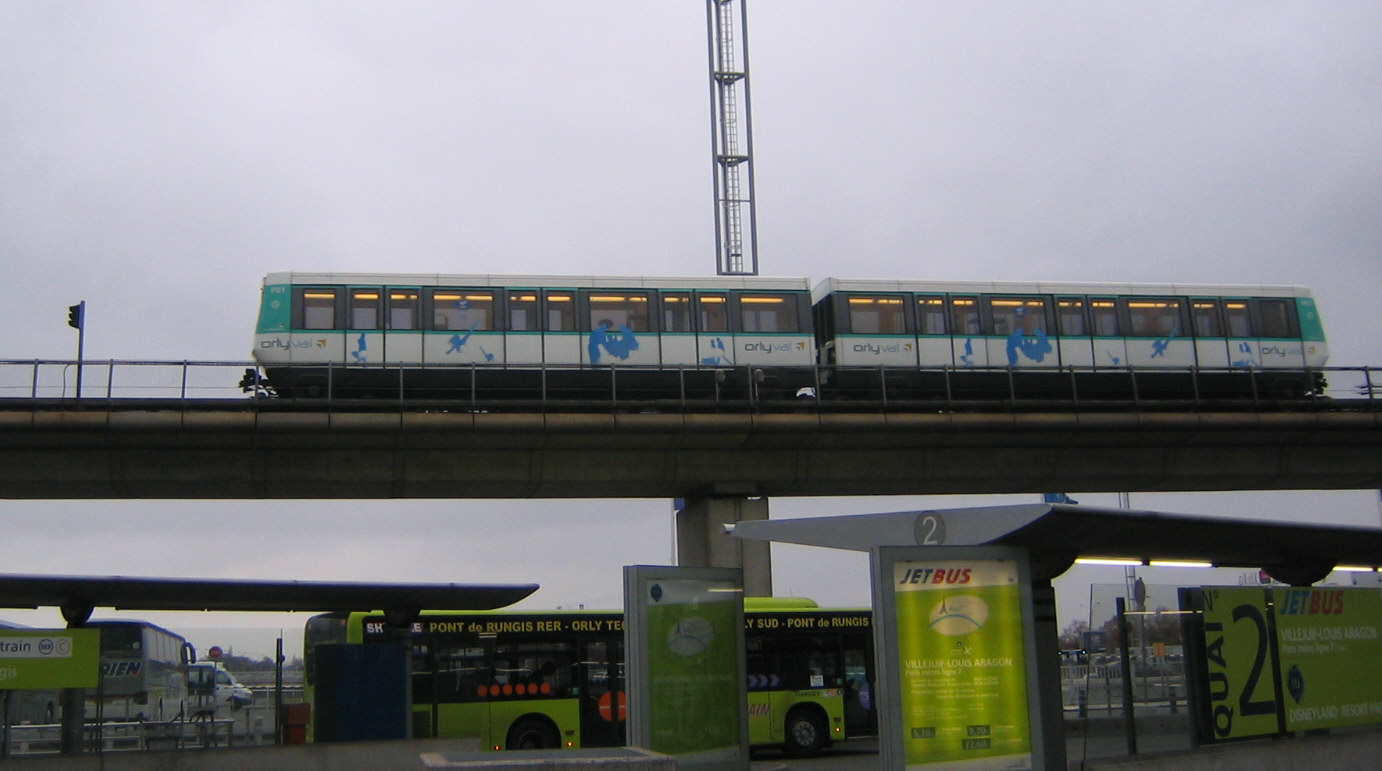
Orlyval auf der Hochbrücke zwischen den Stationen Orly 1,2,3 und Orly 4

Der Orlyval ist eine führerlose U-Bahn vom Typ VAL im Süden von Paris, die als Sonderlinie der Pariser Métro zwischen der Station Antony der Stadtbahnlinie RER B und dem Flughafen Paris-Orly verkehrt. Sie wurde am 2. Oktober 1991 eröffnet.

## Betreiber

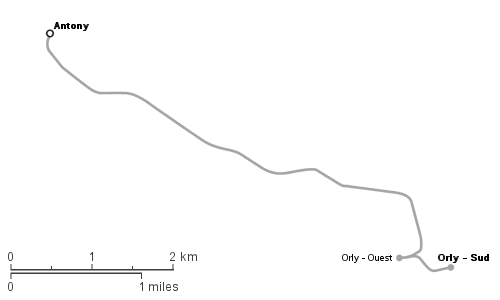
Orlyval

Orlyval war ein ursprünglich privat finanziertes Projekt; wegen überhöhter Preise und der Notwendigkeit eines Umstiegs, um ins Zentrum von Paris zu gelangen, ergaben sich Benutzerzahlen weit unter den ursprünglichen Planungen. Nach der Liquidation der ursprünglichen, privat finanzierten Betreibergesellschaft im Jahr 1993 wurde Orlyval von der OrlyVal Service S.A, einer 99-prozentigen Tochtergesellschaft der Pariser Nahverkehrsgesellschaft RATP betrieben. 
Die Endsilbe „-val“ steht für Véhicule automatique léger, leichtes automatisiertes Fahrzeug. Es handelt sich um fahrerlose, automatisch gesteuerte Fahrzeuge, die auf Gummireifen fahren. Jeder Zug besteht aus zwei Wagen. Es wurde vom Fahrzeughersteller Matra ab 1971 entwickelt und zunächst in Lille eingeführt.
Orlyval ist eine Sonderlinie mit einem besonders hohen Fahrpreis und kann nicht mit Zeitkarten benutzt werden.
Die von den Orlyval-Zügen befahrene Strecke ist etwa 7,3 km lang und hat einen Pendel-Charakter. Es gilt ein eigener Tarif, Zonen- oder Mehrtagestickets der RATP sind hier nicht gültig. Einzige Ausnahme ist das Touristenticket Paris Visite für die Zonen 1 bis 5 (Stand: 1. Juli 2007) Das Zugticket für eine Fahrt nach Paris gilt auch für die ganze Metro in Paris (Stand Juli 2019). Innerhalb des Flughafens dient der Orlyval als kostenloses Transportmittel zwischen den Bahnhöfen Orly 1,2,3 (vormals Orly-West) und Orly 4 (vormals Orly-Süd). Die Fahrzeit beträgt hier 2 Minuten, zwischen Antony und Orly 1,2,3 beträgt sie 6 Minuten. Die Strecke wird von 8 Zügen mit je zwei Waggons befahren. Zu den Hauptverkehrszeiten am Morgen bzw. am späten Nachmittag fahren die Züge im 4-Minuten-Takt. Die Abfahrtszeiten sind an die Ankunfts- bzw. Abfahrtszeiten des RER B in Antony angepasst.
Die Kosten für eine einfache Fahrt (Erwachsener) betragen 10,25 € inkl. Metro. (Stand: 1. Juli 2010)
Die Betriebszeiten sind täglich von 6 bis ca. 23.35 Uhr (Stand Juli 2019) von Orly 1,2,3. Jährlich werden ca. 3 Millionen Passagiere befördert.

## Bahnhöfe

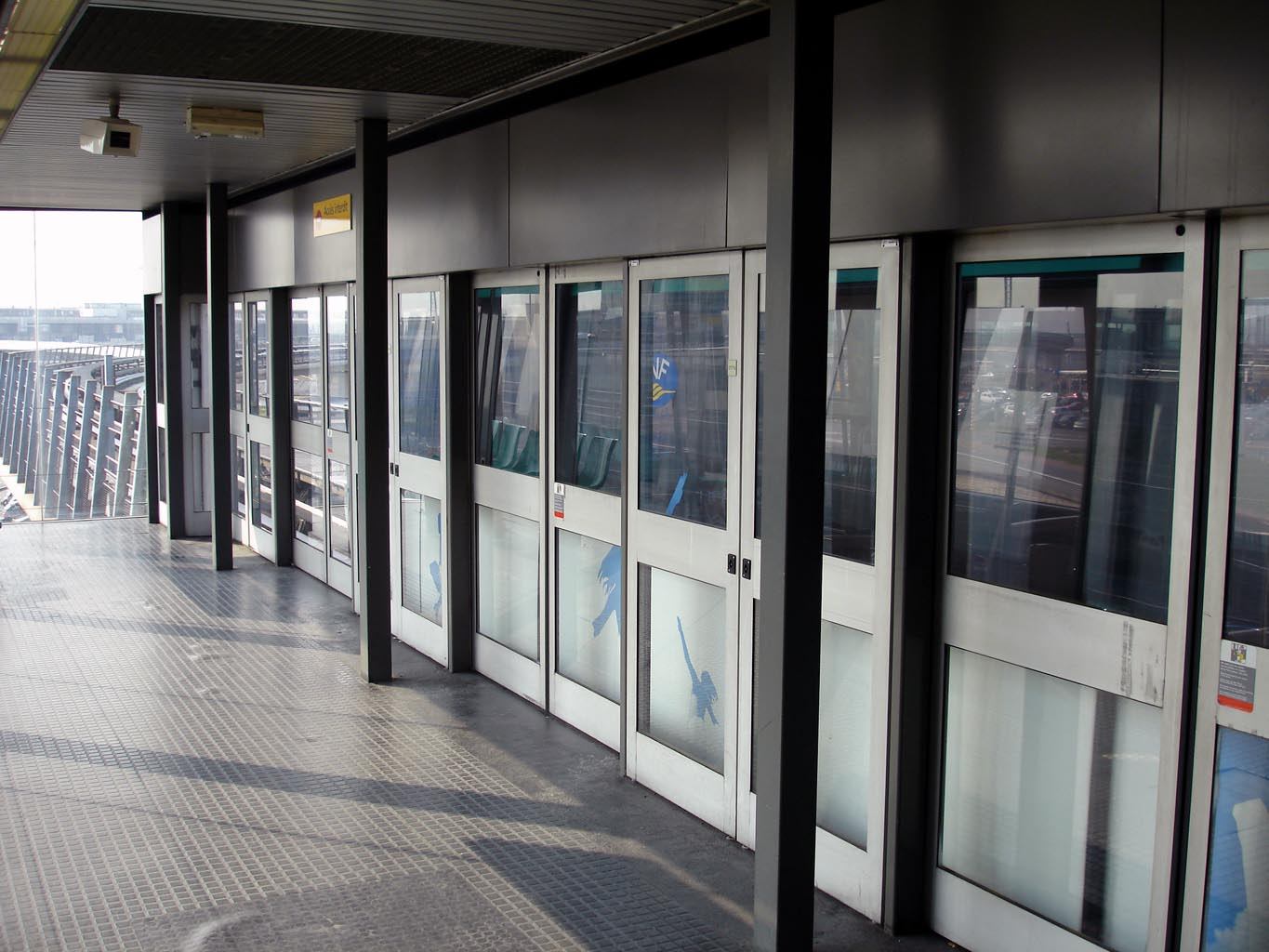
Bahnsteig mit Bahnsteigtüren

Es gibt lediglich die drei Stationen Antony (RER Linie B), Orly 1,2,3 (vormals Orly-Ouest) und Orly 4 (vormals Orly-Sud). Der Orlyval wurde wegen der Verbindung zwischen Orly und RER B gegründet. Aus Sicherheitsgründen sind die Bahnsteige mit Bahnsteigtüren versehen.

## Ausblick
Mit Eröffnung der Verlängerung der Metrolinie 14 zum Flughafen Orly (Station Aéroport d'Orly) im Juni 2024 gibt es eine schnellere, umsteigefreie Verbindung aus dem Pariser Zentrum nach Orly; gleichzeitig benötigte der Betrieb von Orlyval weiterhin Subventionen - der weiterer langfristige Betrieb stand daher zunächst in Frage. Spätestens 2027 muss bei Orlyval nach 25 Betriebsjahren eine Generalüberholung der Fahrzeuge erfolgen; ob ein sinnvoller Weiterbetrieb möglich ist, muss bis dahin entschieden werden.